# La Nava
La Nava település Spanyolországban, Huelva tartományban. La Nava Cumbres Mayores, Valdelarco, Galaroza, Jabugo, Cortegana, Aroche és Cumbres de San Bartolomé községekkel határos. Lakosainak száma 255 fő (2024).

## Népesség
A település népessége az utóbbi években az alábbiak szerint változott:
| Lakosok száma | 311  | 288  | 328  | 321  | 324  | 296  | 292  | 266  | 255  | 255  |
|               | 2001 | 2004 | 2006 | 2009 | 2011 | 2014 | 2016 | 2019 | 2021 | 2024 |